# 파이 수수
파이 수수(인도네시아어: pai susu)는 인도네시아의 페이스트리이다.

## 이름
인도네시아어 "파이(pai)"는 영어 "파이(pie)"를 빌려온 말로, "파이"나 "페이스트리"를 뜻한다. "수수(susu)"는 "젖, 우유"를 뜻하는 말레이어계 낱말이다. "파이 수수"는 "우유 파이"라는 뜻이다.

## 만들기
밀가루에 버터나 마가린, 가루설탕 또는 연유, 달걀 등을 넣어 만든 쇼트크러스트 페이스트리 반죽을 타르트 틀에 깔고, 달걀 노른자, 연유, 우유 등을 넣은 커스터드 소를 부어 오븐에서 구워 낸다.

## 같이 보기
- 단탓
- 멜크테르트
- 에그 커스터드
- 파스텔 드 나타
- 플랑 파티시에